# 철도

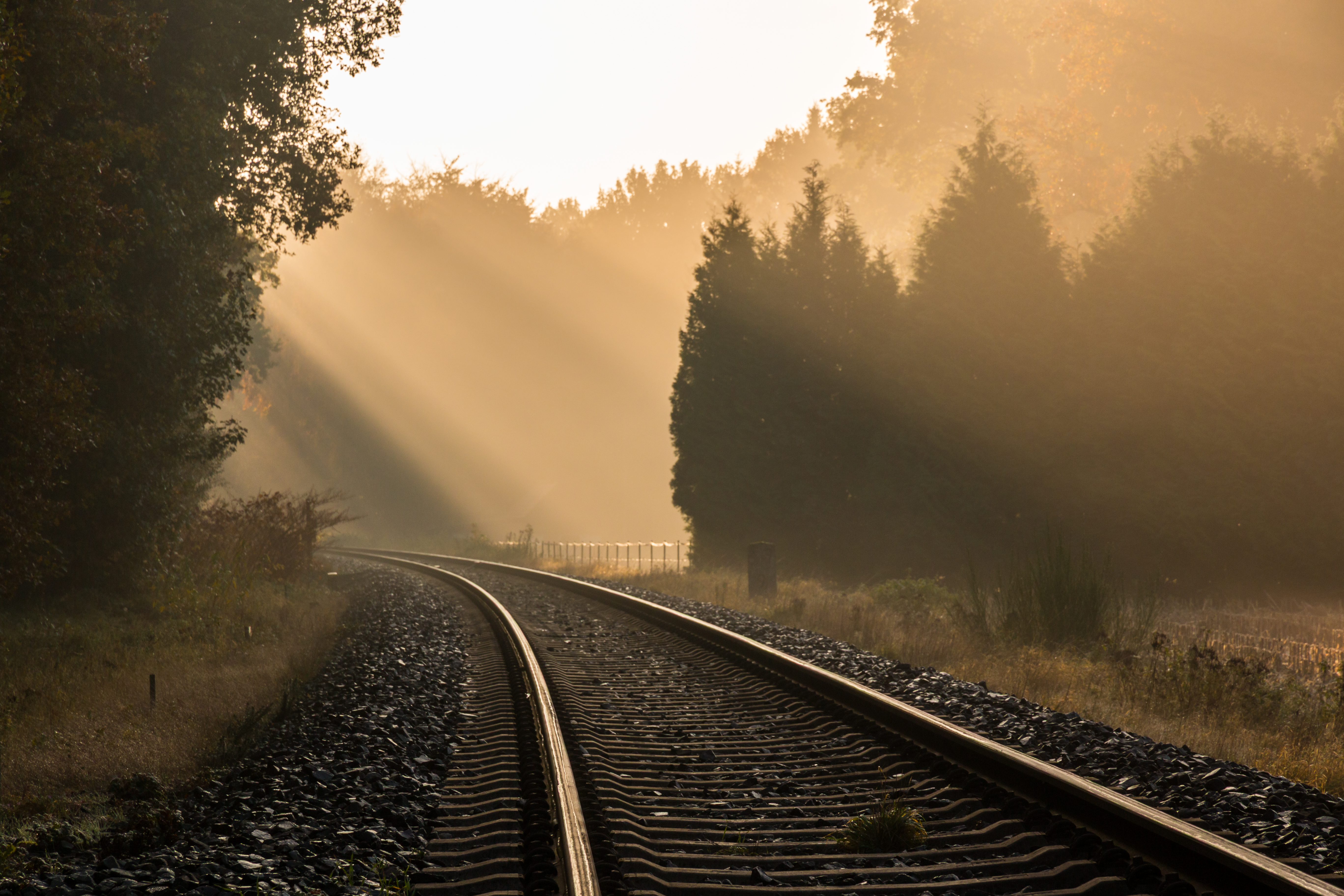
'철도'의 본뜻에 해당되는 철궤도 (선로)의 모습

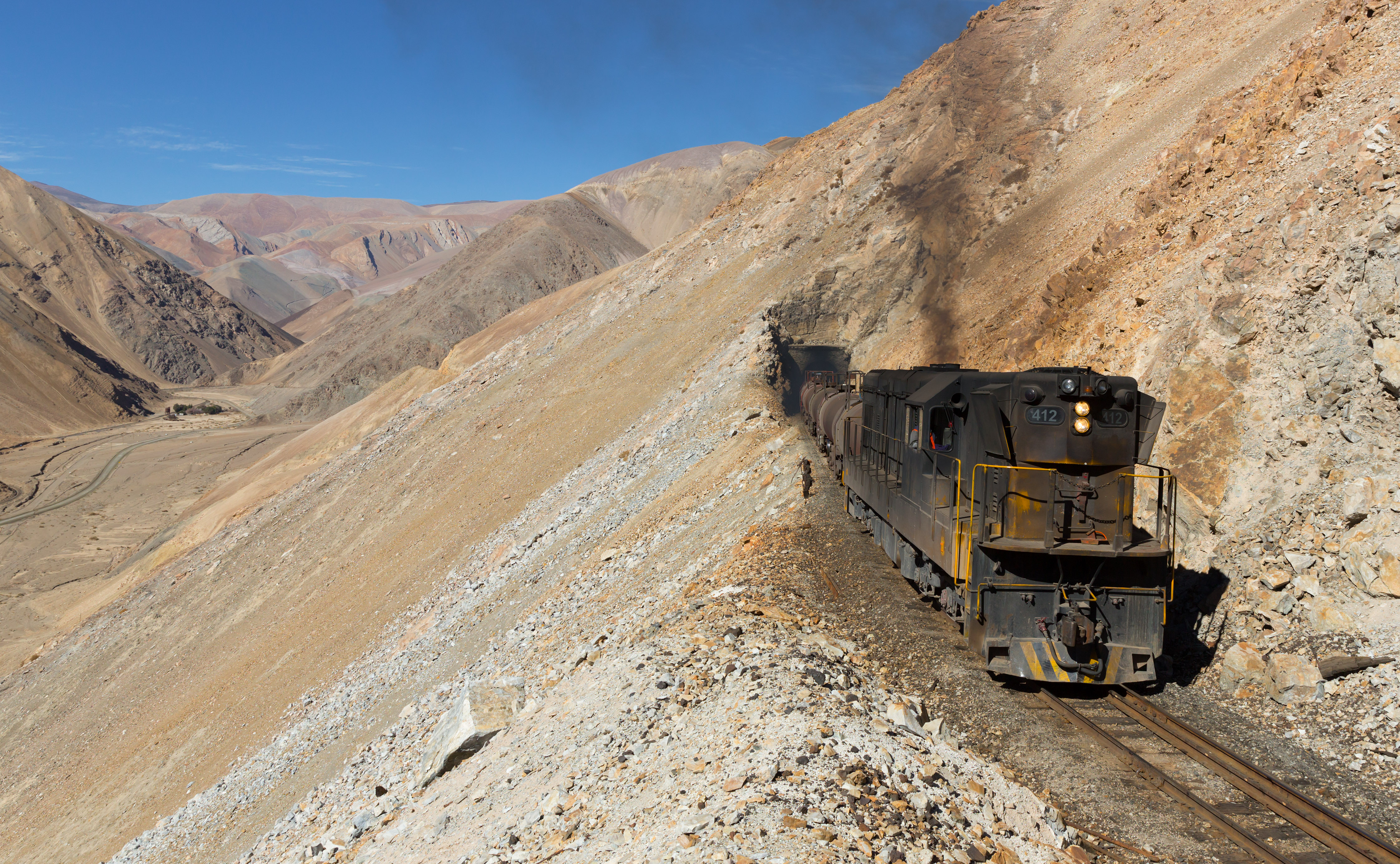
열차가 운행되고 있는 선로의 모습

철도(鐵道)는 철 궤도와 철차륜의 마찰을 주행 방식으로 하는 광범위한 교통수단을 일컫는 말이다. 차량이 기 준비된 평평한 표면 위에 달리는 도로운송과 달리 철도 차량이 트랙의 방향을 안내받아 달린다.
'철도'라는 말의 본뜻은 원칙적으로는 평행하는 2개의 철제 레일 상을 플런지 등 조향기능이 부가된 차륜을 이용하여 주행하는 운송수단을 의미하나, 법률이나 기타 용례에 따라서는 전용의 궤도 체계 위를 운행하는 운송수단의 통칭에 가깝게 쓰인다.
철도체계에서 쓰이는 철도 차량은 일반적으로 고무 타이어 도로 차량보다 마찰 저항이 낮으므로 승객 및 화물 차량을 더 긴 열차에 연결할 수 있다. 운영은 철도역이나 화물 시설 간 운송을 제공하는 철도 기업에서 수행한다. 전력은 철도 전기 시스템에서 전력을 끌어오거나 디젤 엔진 또는 역사적으로 증기 엔진으로 생산하는 기관차에 의해 제공된다. 대부분의 트랙에는 신호 시스템이 수반된다. 철도는 대부분의 다른 육상 운송보다 더 높은 에너지 효율성과 안전성으로 많은 승객과 화물을 운송할 수 있다. 교통량이 적기 때문에 도로 운송보다 유연성이 낮고 자본 집약도가 더 높은 경우가 많다.
가장 오래된 것으로 알려진 사람/동물이 끄는 철도는 기원전 6세기 그리스 코린토스로 거슬러 올라간다. 이후 16세기 중반 독일에서 마차의 형태로 철도의 역사가 재개되었다. 현대의 철도는 1802년 영국의 증기 기관차로 시작되었으며, 영국의 철도 발명은 19세기 가장 중요한 기술 혁신으로 꼽힌다. 1825년에는 로코모션 제1호 (Locomotion No. 1)가 공공철도인 스톡턴-달링턴 철도에서 승객을 태우고 운행한 최초의 증기기관차가 되었으며, 1830년에는 최초의 도시 간 공공철도인 리버풀-맨체스터 철도가 개통되었다.
증기 엔진은 산업 혁명의 핵심 구성 요소인 간선 철도를 가져왔다. 해상운송에 비해 배송비가 저렴하고 상품 분실도 적다. 운하에서 철도로의 운송수단 변화는 도시마다 상품의 가격차가 거의 없는 "국가시장"(national market)을 가능케 했다. 아울러 철도 시간표는 현지 표준시를 대체하는 표준 철도 시간을 탄생시켰다. 1863년에는 세계 최초의 지하철인 메트로폴리탄 철도 (런던 지하철의 일부)가 개통되었다.
1880년대 철도의 전철화는 트램웨이(tramway)와 고속 운송 시스템으로 시작되었다. 1940년대부터 증기기관차는 디젤 기관차로 대체되었고, 2000년대에는 증기기관차가 드물어졌다. 1960년대에 전기 고속철도 시스템이 일본과 이후 일부 다른 국가에 도입되었다. 많은 국가에서 환경 문제로 인해 디젤 기관차를 전기 기관차로 교체하는 과정에 있다. 스위스에서는 네트워크를 완전히 전기화했다. 모노레일이나 자기부상열차처럼 전통적인 철도의 정의를 벗어난 지상 교통수단도 시도되었으나 실제 운행에는 제약이 따랐다. 제2차 세계 대전 이후 자동차와 비행기와의 경쟁으로 인해 쇠퇴했던 철도 운송은 도로 혼잡과 연료 가격 상승으로 인해 최근 수십 년 동안 부활했으며, 이에 따라 정부는 CO2 배출을 줄이기 위한 수단으로 철도에 투자했다. 이는 지구 온난화에 대한 우려 때문이다.

## 정의

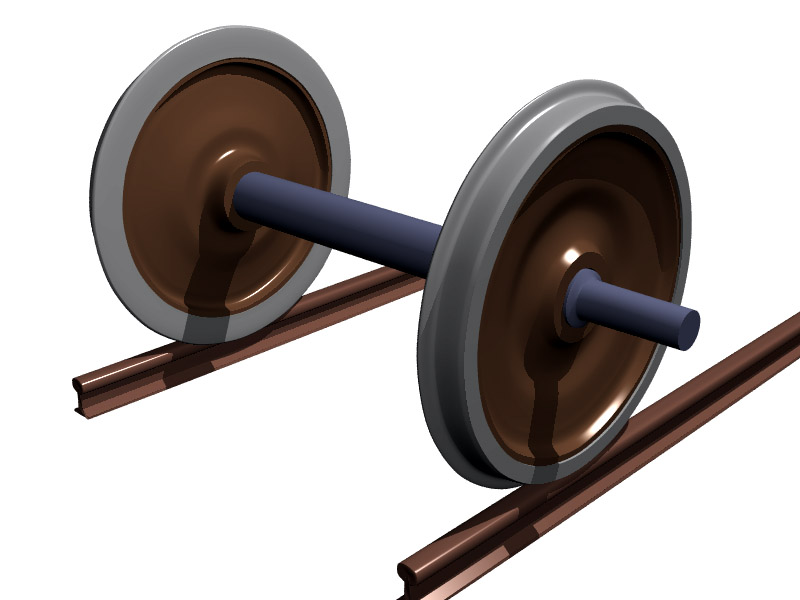
철도의 궤도와 차바퀴

철도는 용어 자체로는 철로 된 길이라는 의미를 가지지만, 실제적으로는 궤도에 의존하는 교통수단의 대표격으로 종종 사용된다. 즉, 고무로 된 차륜과 콘크리트 궤조를 사용하는 궤도 교통시스템 조차도 종종 경전철이라는 철도의 하위 카테고리로 분류되기도 한다. 철도는 따라서 협의의 철도와 광의의 철도로 구분 정의할 수 있다. 협의로서 정의할 경우 철도는 일정한 부지를 점유하고 레일·침목·도상 등으로 구성되는 궤도에서 기계적·전기적 동력을 이용하는 차량을 운전하여 여객이나 화물을 운반하는 육상의 교통수단을 의미한다. 반면, 광의로서 정의할 경우 "일정한 가이드웨이에 따라 차량을 운전하여 여객이나 화물을 운반하는 것의 전부"를 통칭한다.
한편, 대한민국의 법령에서 철도는 "여객 또는 화물을 운송하는 데 필요한 철도시설과 철도차량 및 이와 관련된 운영·지원체계가 유기적으로 구성된 운송체계"로 정의되며, 따라서 그 하위 구성요소로 철도시설과 철도차량, 이에 부수되는 운영·지원체계의 종합 체계를 의미한다.

## 역사

### 철도의 기원

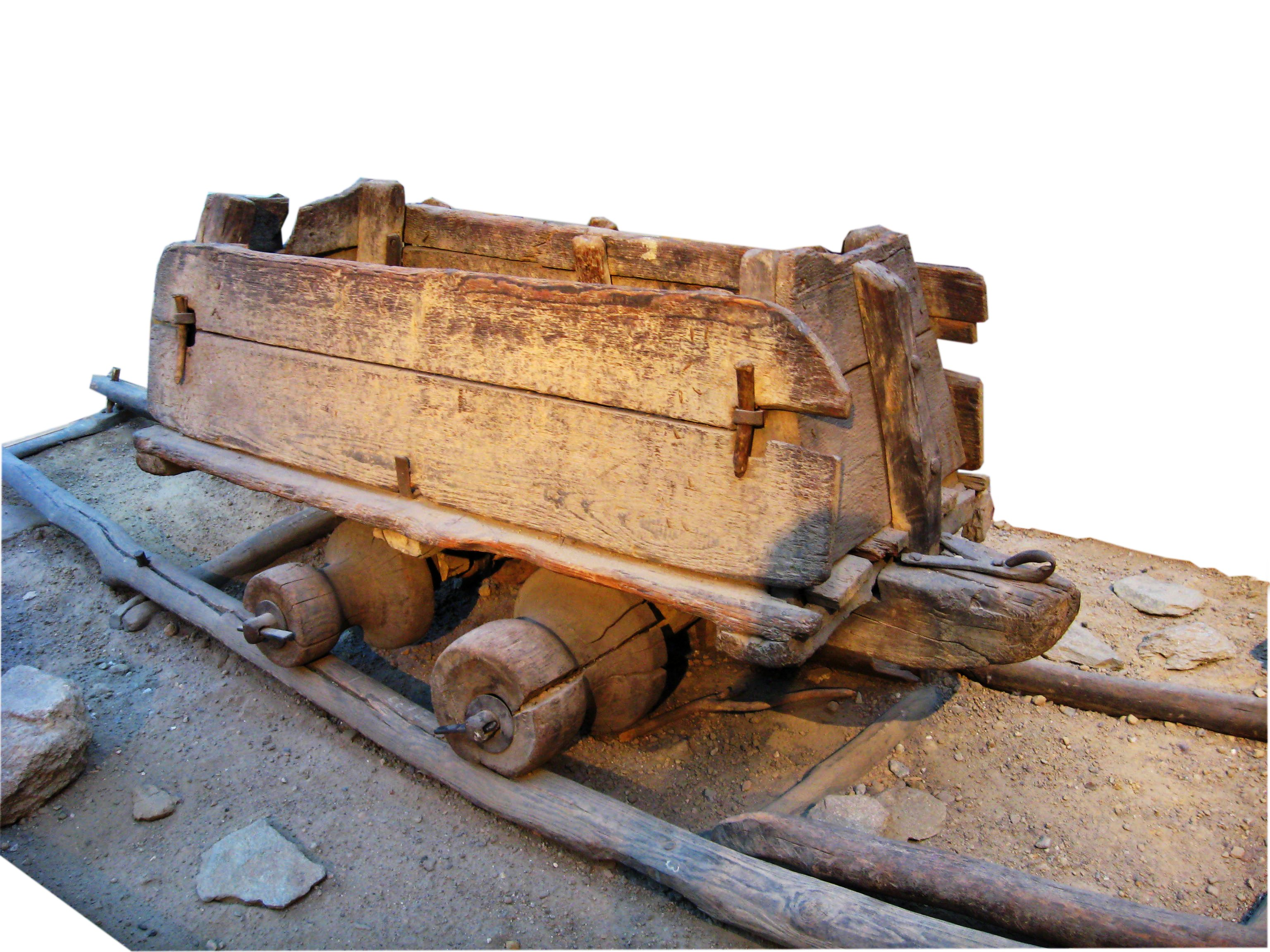
16세기에 사용되었던 광산 수레

레일을 이용하여 짐수레를 사람이나 가축이 끌었던 일은 기원전에도 있었다. 기원전 600년경의 그리스 코린트 해협의 수레길이 현재에도 증거로 남아 있다. 현대 철도와 유사한 구조를 가진 세계 최초의 운송수단이 문헌에 등장한 것은 1556년에 독일의 게오르기우스 아그리콜라가 저술한 채광 야금기술의 체계적인 기록 《금속에 대하여》(De Re Metallica Libri xii) 중에 있는 탄차의 그림이다. 당시 선로는 널판지를 잇대어 만들었고 수레바퀴에 홈이 패여있지 않아 탈선하는 일이 잦았다.
16세기 무렵 광산에서는 무거운 광물을 실은 수레를 끌어 올리기위해 목제 레일과 말을 많이 이용하였다. 18세기초 독일 루트 지방의 석탄 작업장에서 홈이 패인 나무 바퀴를 갖춘 석탄운반용 수레가 사용되었다. 이외에 유물이나 문헌으로서 종종 언급되는 것들은 주로 광산에서 목제 내지 석제 궤도를 부설하고 그 위로 인력 혹은 축력으로 움직이는 수레를 다니게 하는 광산철도였다.

### 영국의 광산철도
광산철도와 철도기술이 가장 발달한 나라는 영국이었다. 영국 북동부에는 광산철도 노선이 광범위하게 개설되어 '뉴캐슬 로드'라 불리울 정도였다. 이는 산업혁명으로 인해 17세기 말에 비해 19세기초에 석탄 수요가 열 배나 늘어났기 때문이다. 시간이 지남에 따라 광산에서 개별적으로 만들어지던 철도 시설물들은 점차 일정한 형태, 규격, 궤간을 갖추게 되었다. 또한 좀 더 효율적 활용을 위해 1726년 탄광 운영자 단체인 그랜드 얼라이즈는 공동 노선을 만들고 복선화하였다. 1750년 무렵부터는 목제보다 내구성이 뛰어난 철제레일을 사용하기 시작하였다.
이처럼 초기 철도는 석탄처럼 무거운 광물을 탄광에서 강, 바다, 운하까지 효율적으로 운송하고자 하는 해묵은 고민을 해결하면서 발전하였다. 이 시기에는 주로 말을 이용한 마차철도였으며 초기에는 석탄과 같은 광산 화물운송을 주로 하였고 점차 여객수송을 하기도 했다. 1807년 영국 웨일스 남부의 스완지와 멈블스를 잇는 8 킬로미터 철도는 정식으로 요금을 받고 승객을 운송하는 꼬마 열차를 운행하였는데, 12인승의 객차를 말이 끌어 움직였다.

### 증기 기관차의 발명
18세기말 제임스 와트가 기존의 증기 기관의 효율을 개선하여 광범위한 분야에 동력장치로 사용할 수 있도록 개량하는데 성공했다. 이로 인해 철도에도 증기 기관을 활용하는 방안이 시도되었다. 처음에는 특정구간에서 권앙기를 통해 화물열차를 와이어로 끌어당기는 식의 이른바 고정식 증기 기관을 사용한 강삭철도(케이블카) 형태로 이용되었다. 증기 기관을 이용하여 일반 도로용 자동차를 만들고자하는 시도는 프랑스 군사 기술자인 니콜라 퀴뇨(1725~1804)에 의해 처음으로 시도되었다. 대포를 끄는 자동차를 만들었는데 시험주행에서 시속 4km로 운행했지만 벽에 부딪히며 뒤집어짐으로 실패하고 말았다.
다른 발명가들의 많은 시도가 있었으나 모두 실패하던중 1804년, 영국인 리처드 트레비식이 고압 증기기관을 개발하여 기관차를 만들었다. 시범운행에서 시속 8km로 9톤을 실은 화물차를 끄는데 성공했으나 주철로 만든 초기 레일(철로)이 5톤이나 나가는 무거운 기관차를 버티지 못하는 문제점이 있었고 투자를 유치하지 못하며 추가 기술개발과 상업화를 중도에 포기하고 말았다. 1814년, 조지 스티븐슨이 상용 가능성이 있는 증기 기관차를 만드는데 성공하였고 그는 훗날 지속적으로 영국 철도산업 발전에 기여하며 '철도의 아버지'로 불리게 되었다.

### 최초의 공공 철도

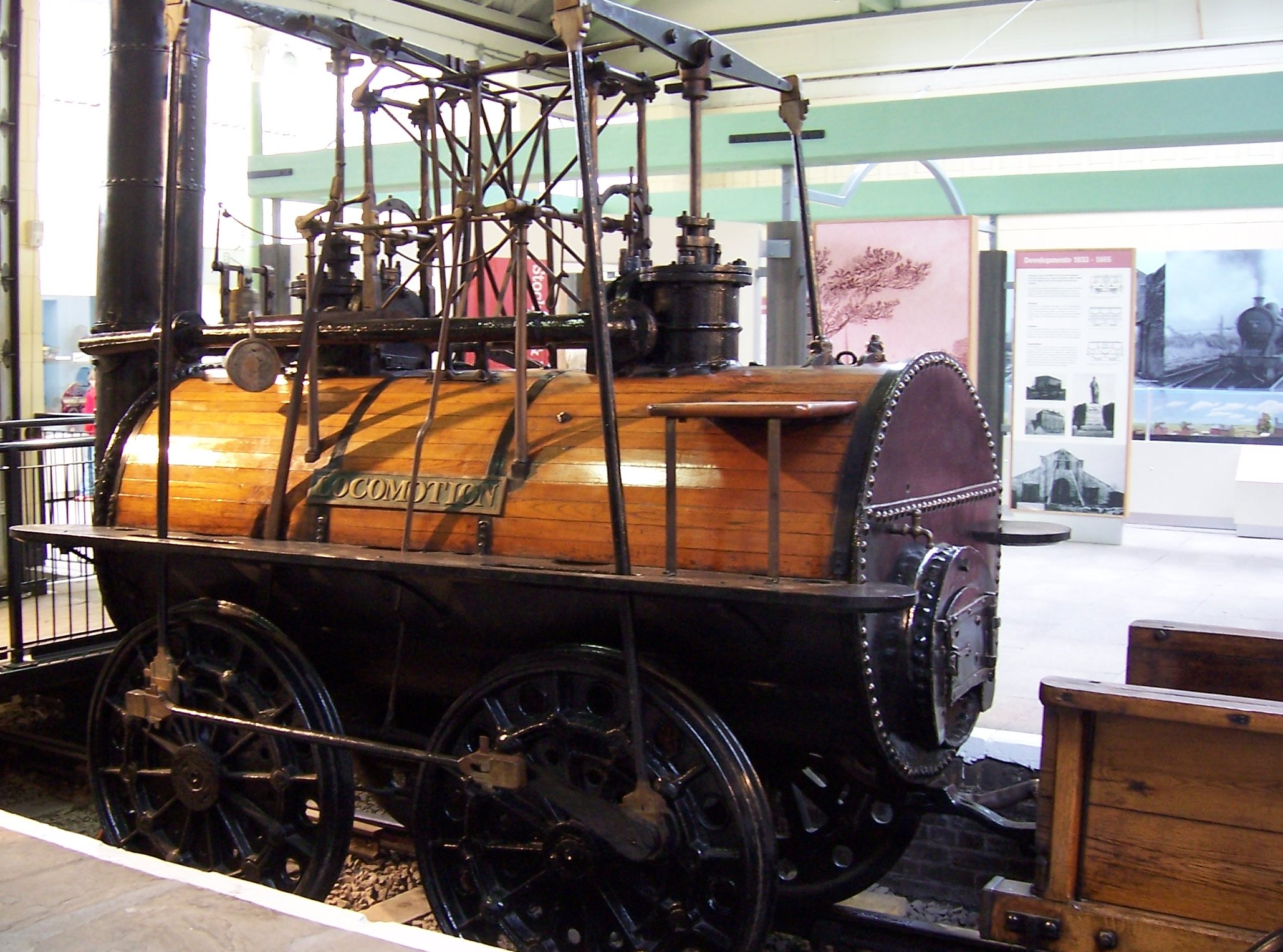
로코모션 1호 (달링턴 열차 박물관)

1825년에 공공 철도로서 최초의 노선인 스탁턴(Stockton) ~ 달링턴(Darlington) 사이 40km 철도가 영국에서 개통되었다.  이때 스티븐슨이 제작한 로코모션호가 90t의 열차를 견인하여 속도 20km/h 정도를 내었다. 초기에는 주로 석탄만을 증기 기관차로 수송하였는데, 기관차의 고장이 빈번하기로 악명이 높고 신뢰성이 낮았다. 1830년, 무역항 리버풀과 면직물 산업의 중심지였던 맨체스터 간 약 45km의 거리에 복선 철로가 개설되었다. 40km/h 속도로 달리는 이 철도는 개통 후 첫 3년 동안은 하루에 평균 1100명의 승객을 태우는 등 대성공을 거두며 운송혁명이 이루어졌고 이로 인해 세계 각국에 철도가 개통되는 계기가 되었다.

### 철도산업의 발전
철도의 보급에 따라 동력차의 성능이 개선되고, 이에 따라 철도 차량과 궤도 시설물도 병행하여 발전하였고, 운영체계 역시 발전하였다. 이러한 기술의 발전을 거치면서 그 속도와 수송량은 크게 증강되었다. 20세기에 이르러서는 내연 기관 및 전기 철도의 보급, 토목 기술의 발달(터널, 교량 등), 전기·전자·통신 기술의 발달에 따른 열차 제어의 고도화 등에 따라 도시 내 교통에서 국제 교통에 이르기까지 육상교통의 왕자로서 군림하였다.
그러나, 이후 도로 교통의 발전에 따라 철도는 취약한 문전 연결성 등으로 인해 2차대전 이후에는 쇠퇴 기미를 보이게 된다. 도로 교통에 의해 단거리 및 중거리 화물에서 철도의 비중이 감소되었고, 또한 항공의 발달로 장거리 여행편이 대거 철도로부터 분리되었다. 그러나, 역설적으로 도로 교통이 크게 팽창하면서 도로 교통의 경쟁력이 취약해졌고, 또한 최근에 이르러서는 환경 문제와 에너지 과소비 문제가 불거짐에 따라 철도 교통의 가치가 재평가 받고 있다.

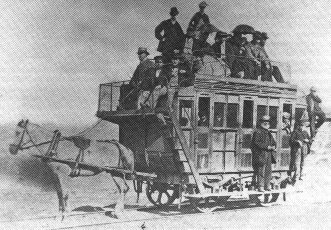
스완지-멈블스 구간을 운행한 마차철도
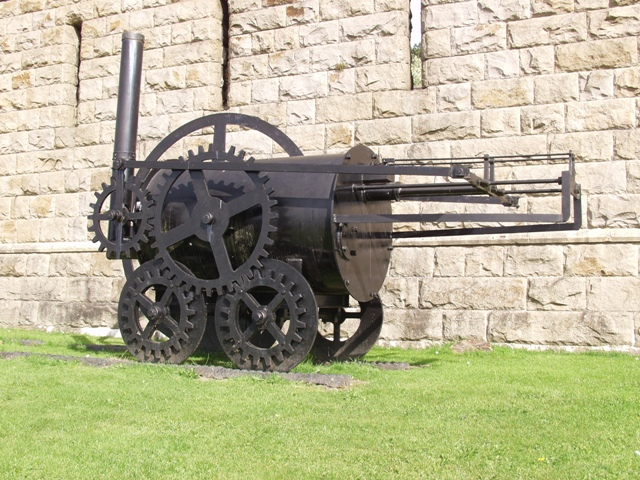
복원된 리처드 트레비식의 페디다렌 기관차
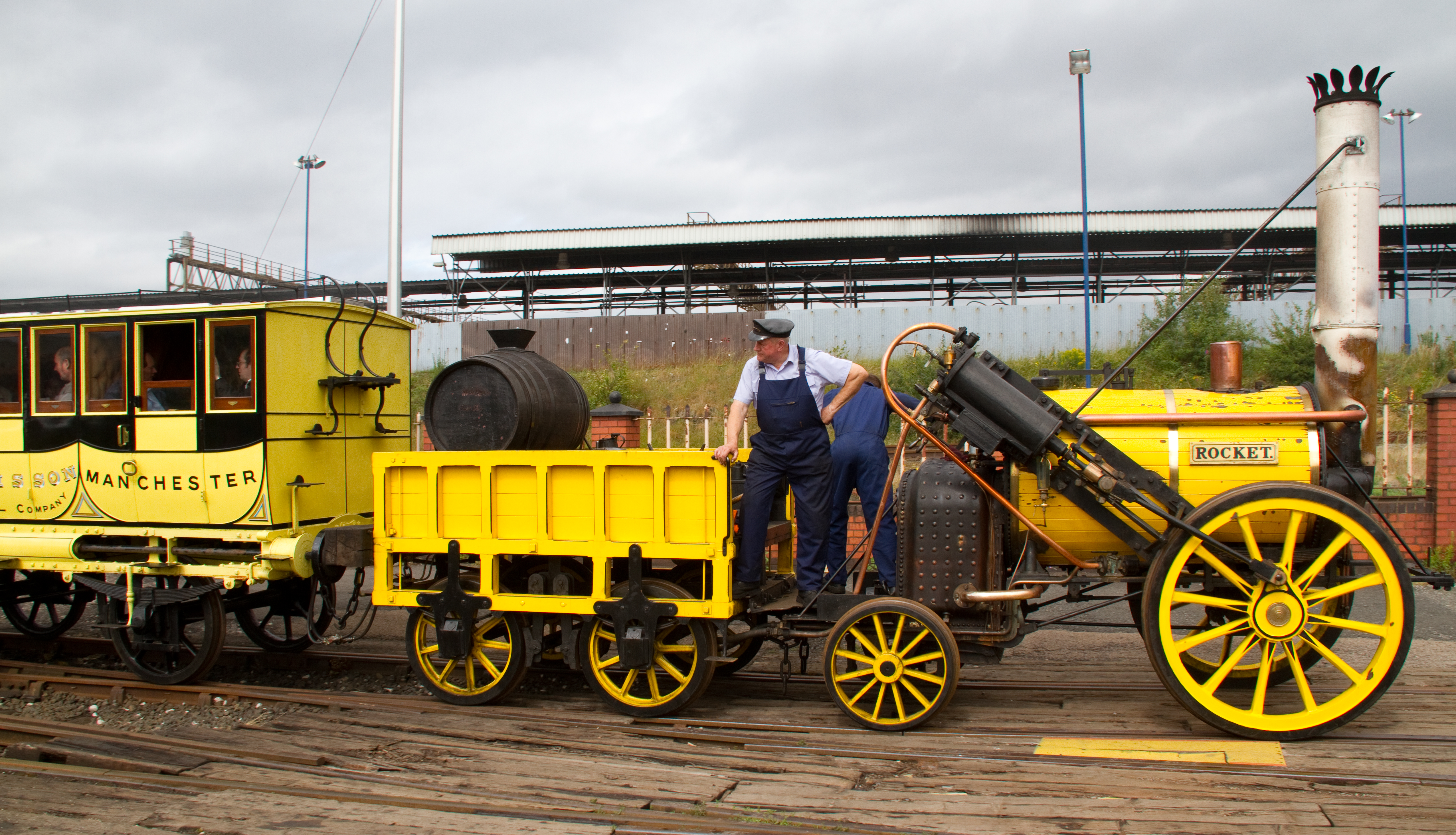
로버트 스티븐슨이 만든 증기기관차 로켓의 복제품
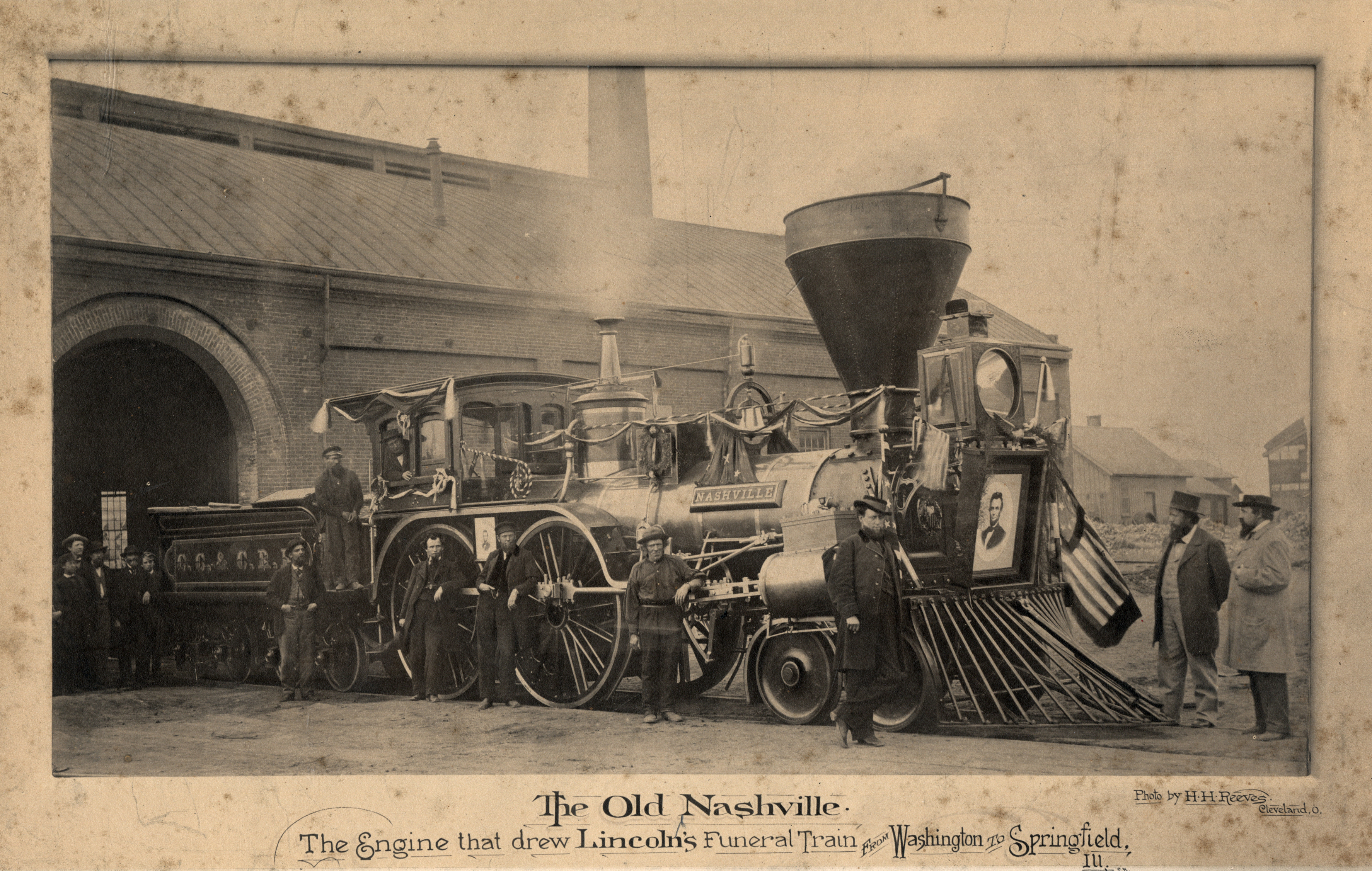
에이브러햄 링컨의 장례에 사용된 올드 네슈빌 증기기관차
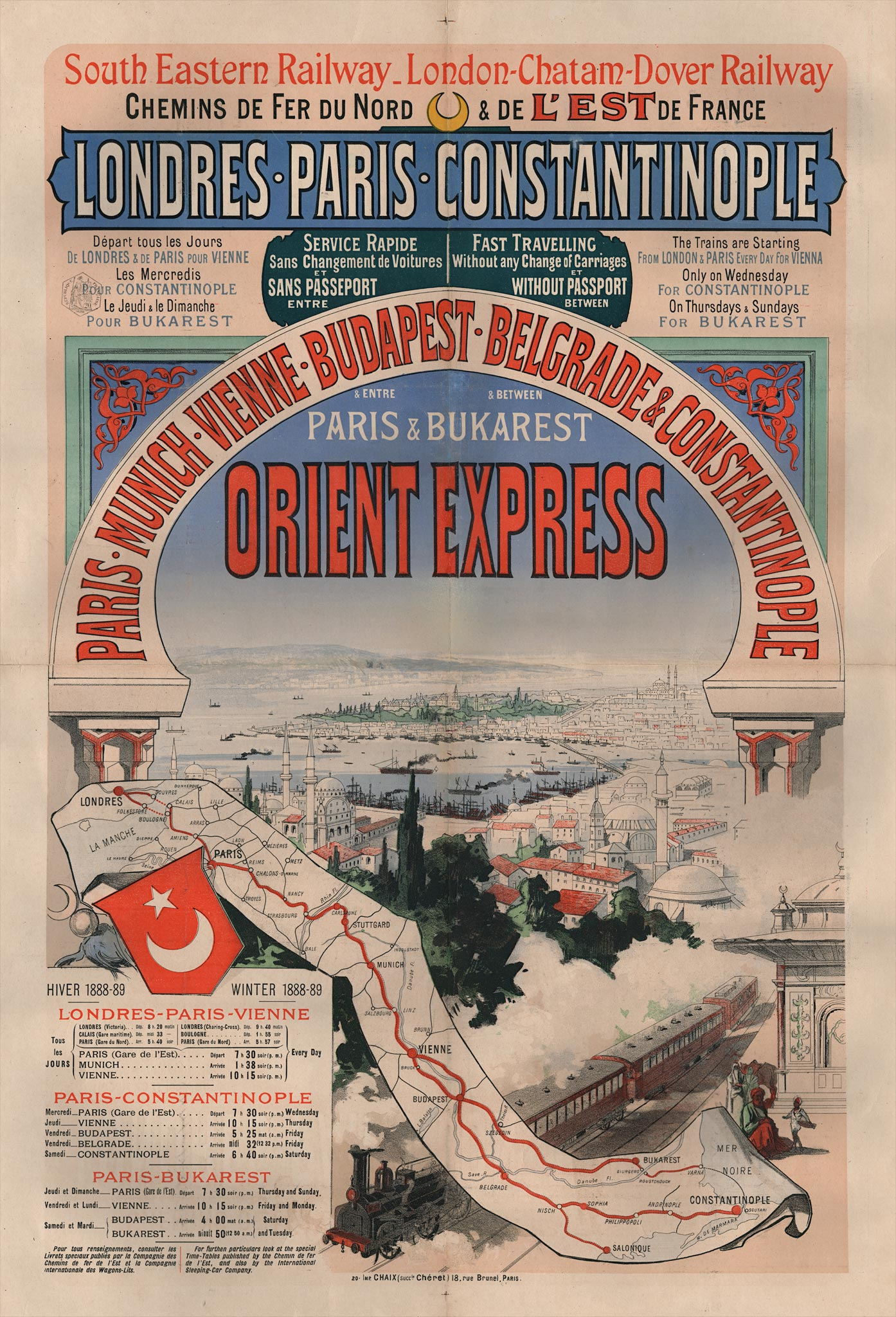
1888년 - 1889년 겨울 오리엔트 특급의 포스터
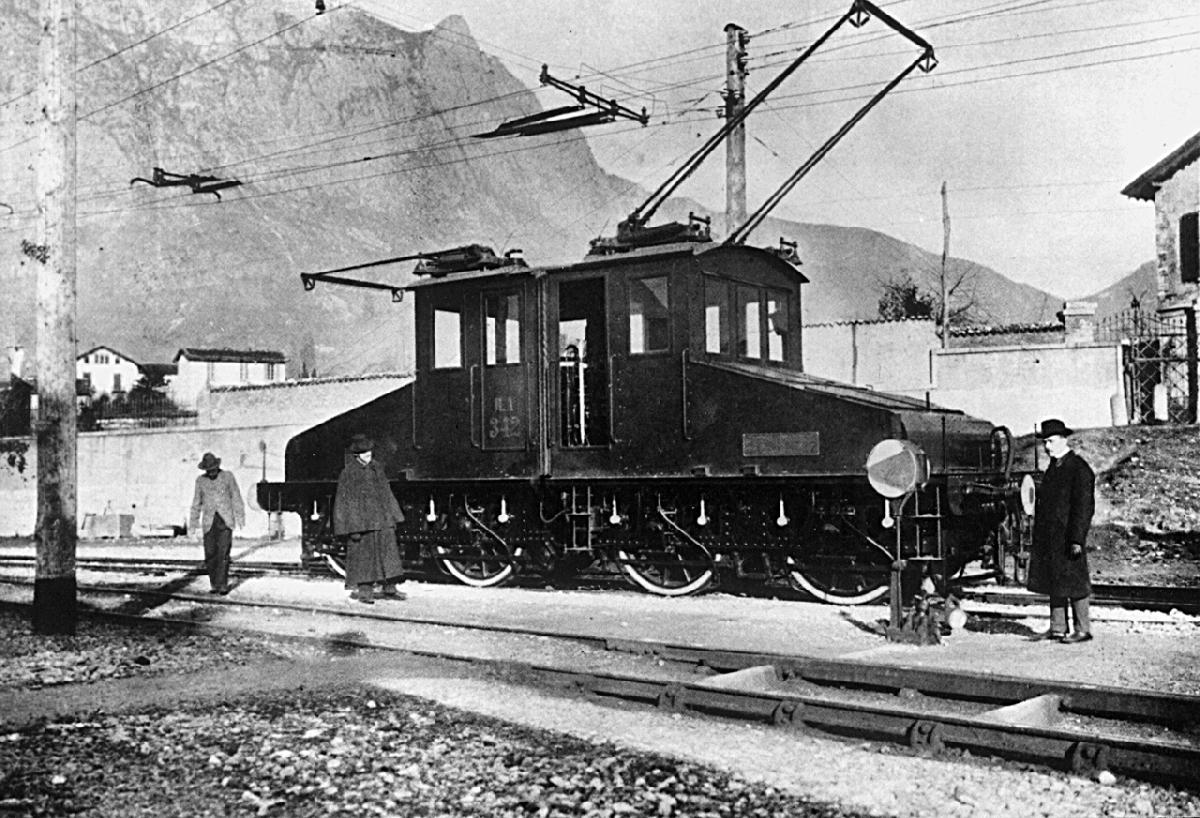
1901년 이탈리아의 전기 기관차
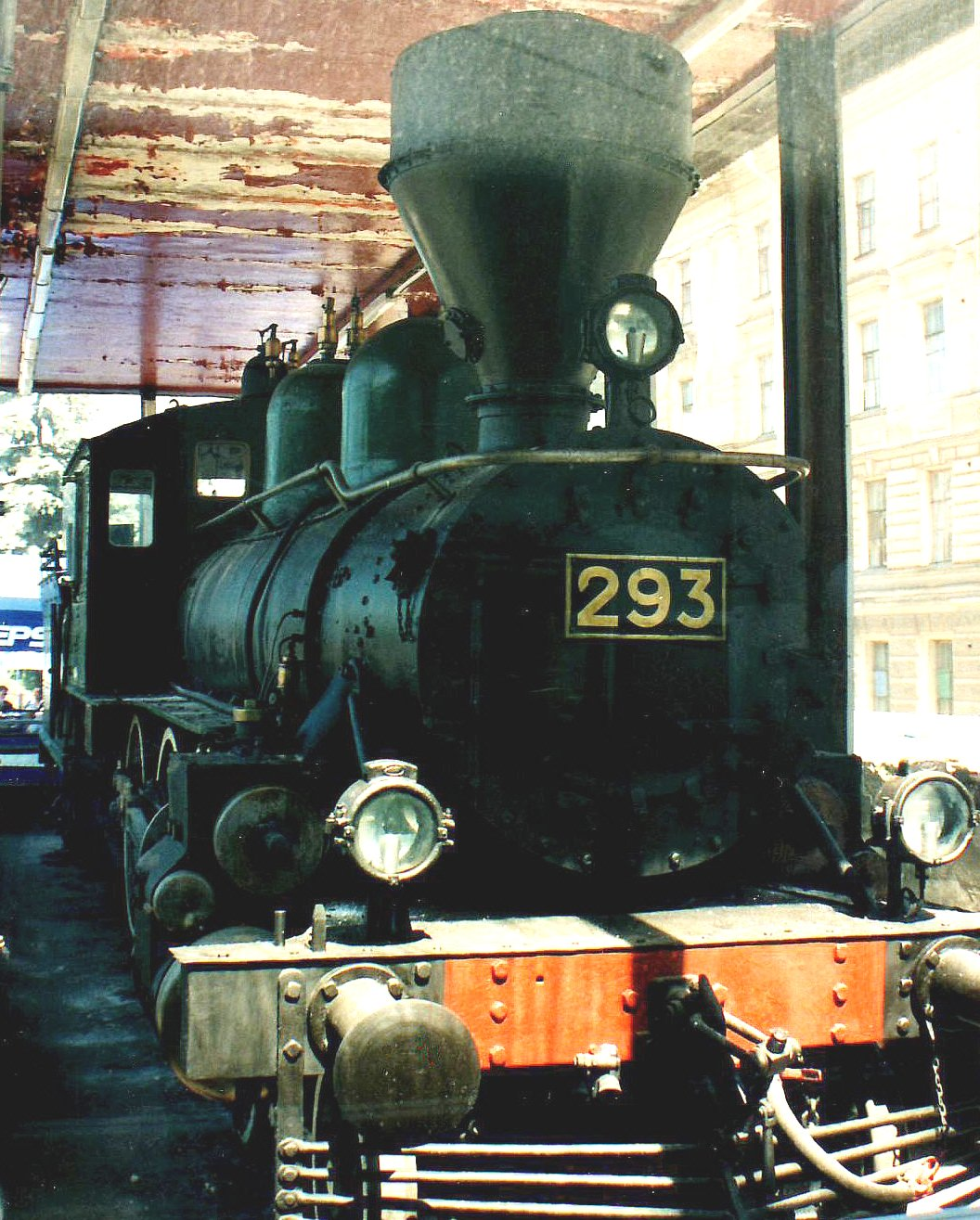
블라디미르 레닌이 볼세비키 혁명 후 러시아로 귀향할 때 탔던 293호 기관차
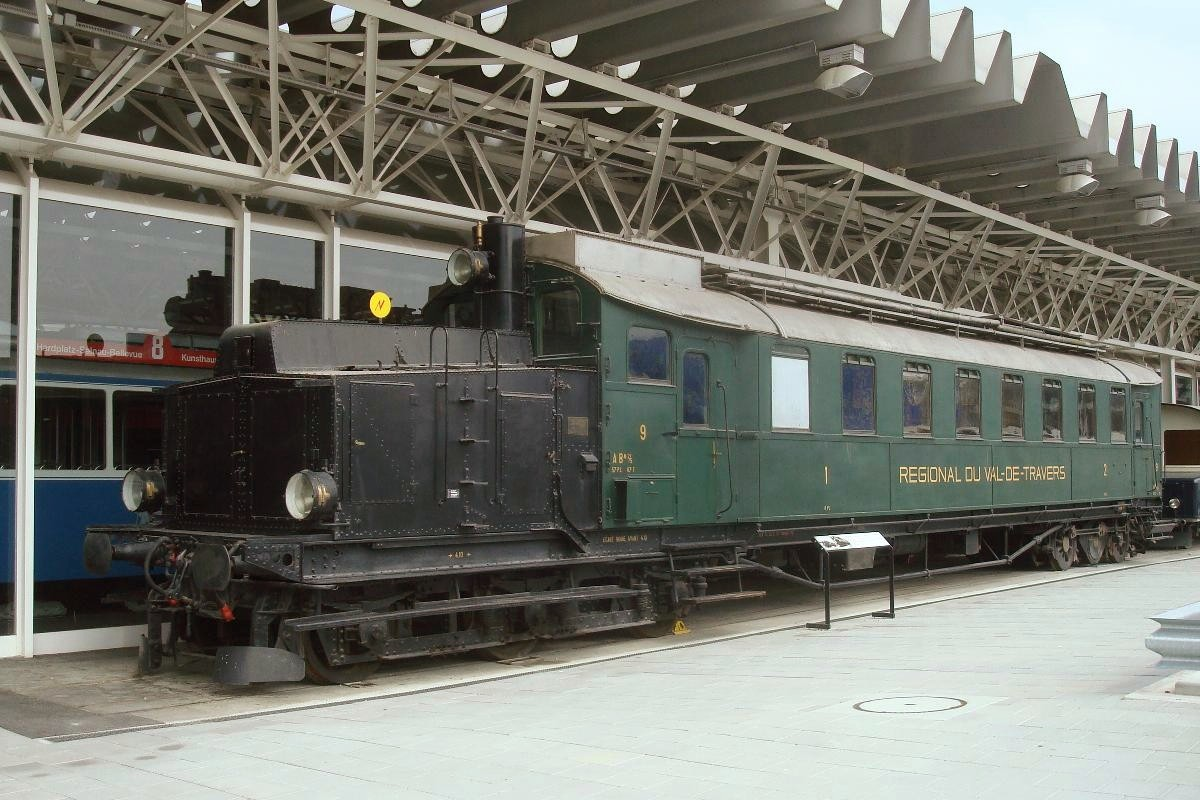
1914년 최초로 운용된 디젤기관차의 복제품
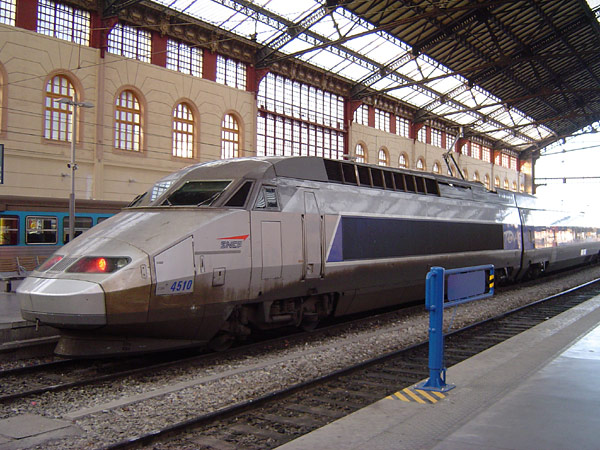
TGV 2세대 기관차

## 특징

### 장점
철도는 다른 교통편에 비하여 안전성과 정시성에 특히 우수하며, 또한 대량 수송 능력을 가지고 있어 단위 수송비용이 낮다. 또한, 토지 이용효율 면에서 우수하며, 전기철도화 될 경우 배기가 극히 적어 환경에 가하는 부담이 적다.
특히, 에너지의 효율적 사용이라는 부분에서 철도는 최근 크게 각광받고 있다. 여객 수송에 있어서 철도는 1인km당 소비 열량이 1.0kcal로서, 승합차의 3.3kcal, 승용차의 8.4kcal에 대비하여 우위를 가지며, 화물 수송 면에서도 1톤km당 1.0kcal를 소비하는데 비해 국내 해운은 2.5kcal, 화물자동차는 14.2kcal를 소비하는 등 압도적인 효율을 가지고 있다.
공해 배출, 특히 이산화 탄소(CO2) 배출에 대해서도 강점을 가지고 있다. 여객 철도는 1인km당 1.0g의 이산화 탄소 배출을 하는데 비하여, 승합차는 3.3g, 승용차는 5.8g의 배출량을 가진다. 화물에서도 1톤km당 1.0g의 배출에 비해, 국내 해운은 2.4g, 화물자동차는 13.4g이이라는 배출량을 가진다. 이런 특성들로 인하여 국가에서는 정책적으로 모달 시프트를 장려하기도 한다.

### 단점
철도는 반면, 시설을 독점적으로 사용하며, 방대한 자본을 소요하는 문제를 가지고 있다. 따라서, 철도는 단위 수송비용이 낮은 대신, 철도 교통을 유지하기 위한 충분한 교통량이 확보되지 않으면, 그 투자 및 운영의 경직성이 커서 경영이 성립되지 못하는 문제를 가지고 있다. 이로 인해서 철도 대다수가 경영상의 적자 문제를 내포하고 있으며, 따라서 보조금이나 정책적인 지원책에 의존하는 경향을 가진다.
또한, 문전 접근성이 나쁘며, 특히 화물의 경우 최종 수요처까지 다른 교통수단을 통한 연계가 필수적이다. 이로 인해서, 짧은 거리의 수송에서 철도는 수송 시간이나 수송 비용 면에서 효율성이 떨어지는 문제를 가진다. 과거에는 소운송이라 불리는 문전 수송업이 철도와 결합하여 성행하였으나, 도로 교통의 발달과 택배업의 대두로 인해 이러한 방식의 사업 모델은 사양화되게 된다. 이러한 부분을 보완하기 위하여 이른바 일관수송과 같은 방식이 고안되고 있다.
아울러, 환경 문제에서, 그 중후장대함으로 인한 소음과 진동 문제가 상존하며, 또한 철도의 유지를 위해 소비되는 윤활유나 제초제 등과 같은 약품, 기타 발생 분진에 의한 토양오염, 자갈로 인한 분니나 제륜자, 레일 마모에 의한 철분 배출, 주로 벌크 화물에서 발생하는 각종 분니 등 분진에 의한 환경 피해가 존재한다. 이러한 단점들은 기술이나 업무행태의 개선으로 감소하고 있으며, 또한 다른 교통수단에 비해서 특별히 도드라지는 것은 아니나 법령에 의한 규제 대상이 되고 있다.

## 구성
철도는 크게 철도 시설물, 철도 차량, 그리고 철도 건설·운영·지원체계로 구성된다.

### 철도 시설
철도 시설은 철도를 운행하기 위하여 필요한 각종 시설물들을 말한다.
- 궤도
- 철도역
- 차량기지, 선로 보수 기지 등 유지보수설비
- 신호 및 열차제어 설비
- 전차선, 변전소 등 전기 철도 설비

### 철도 차량
철도차량은 열차 등에 사용되는 각종 차량류를 말한다.
- 철도차량
  - 동력차
  - 객차
  - 화차
  - 특수차
- 열차

### 철도 건설·운영·지원
- 철도 건설
- 철도의 소유
- 여객 영업
- 화물 영업
- 철도 정책

## 분류
철도는 다음과 같이 여러 가지로 분류될 수 있다.

### 용도에 따른 분류
철도사업법 상 철도의 사용 목적에 따라서 다음과 같이 분류한다.
- 사업용 철도(공공 철도; Common Carrier Railroad) : 일반 대중의 이용을 목적으로 한 철도.
- 전용 철도(Private Carrier Railraod) : 다른 사람의 수요에 따른 영업을 목적으로 하지 아니하고 자신의 수요에 따라 특수목적을 수행하기 위하여 설치 또는 운영하는 철도. 전용선이라고도 한다.

### 운송 범주에 따른 분류
- 국제열차
- 간선철도
- 광역철도
- 도시철도
- 화물선

### 속도에 따른 분류
- 고속철도
- 일반철도
- 광역철도
- 산업철도

### 궤간에 따른 분류
- 광궤
- 표준궤
- 협궤

### 궤도 방식에 따른 분류
- 쌍궤식 철도 : 일반적인 2줄 레일식 철도
- 강삭철도
- 치차식 철도(Rack Railway) : 등판용의 톱니를 사용하는 철도
- 모노레일
- 고무차륜식
- 자기부상식 철도

### 동력에 따른 분류
- 축력식 철도 : 마차철도 등 동물의 힘을 사용하는 철도
- 증기기관철도 : 증기기관차를 사용하여 운행하는 철도
- 내연기관철도 : 디젤기관차 등 내연기관의 힘을 사용하여 운행하는 철도
- 전기철도

### 궤도가 놓인 곳에 따른 분류
- 지평철도 : 지표면에 주로 설치된 철도
- 지하철도 : 지하에 주로 설치된 철도
- 노면전차 : 도로나 인도 등 노면 위에 설치된 철도
- 고가철도 : 고가에 세워진 철도

## 같이 보기
- 철도 노선
- 대한민국의 철도
- 한국철도공사
- 조선민주주의인민공화국의 철도
- 중화인민공화국의 철도
- 미얀마의 철도
- 베트남의 철도
- 바티칸 시국의 철도
- 버마 철도
- 자동차 도로
- 국제 철도 연맹
- 메가프로젝트

## 참고 문헌
Duffy, Michael C. (2003). 《Electric Railways 1880–1990》. IET. ISBN 978-0-85296-805-5.